# Crète autonome
1898–1913
Entités précédentes :
- Crète ottomane

Entités suivantes :
- Royaume de Grèce

La Crète connaît une période d'autonomie de 1897 à 1913.
Entre le milieu du XVIIe siècle et la fin du XIXe siècle, la Crète est une province de l'Empire ottoman. Le XIXe siècle est marqué par de nombreuses révoltes des Crétois qui souhaitent la fin de la domination ottomane sur l'île. Si les régions balkaniques de l'Empire ottoman (Bulgarie, Roumanie…) luttent pour leur indépendance, la Crète souhaite quant à elle son rattachement à la Grèce. En 1897, l'île acquiert son autonomie, tout en restant sous la suzeraineté du sultan et sous la protection des grandes puissances européennes.
Cette période d'autonomie dure jusqu'en 1913, année où, à la suite de la première guerre balkanique, l'île est officiellement unie à la Grèce.

## Contexte
La conquête de la Crète par l'Empire ottoman s'achève en 1669 par la prise de Candie (actuelle Héraklion). La Crète devient alors une province ottomane.
Après l'indépendance de la Grèce en 1821, la Crète aspire à une union avec la Grèce et la population se révolte à plusieurs reprises contre l'occupant turc à la fin du XIXe siècle, notamment en 1866 et 1878 et espère attirer l'attention des grandes puissances européennes sur le sort de la Crète.

### Dernières années d'occupation ottomane
En 1895, le massacre d'Arméniens en Anatolie choque l'opinion publique et force les grandes puissances européennes à s'intéresser au sort de la Crète. Pour montrer sa bonne volonté, la Porte remplace alors le gouverneur de Crète en place par un chrétien, Aléxandros Karatheodorís. Cependant, les Turcs crétois, opposés à cette nomination, multiplient les massacres de chrétiens afin d'obliger Karatheodoris à démissionner. En réaction, une assemblée révolutionnaire se constitue sous l'impulsion du consul général de Grèce.
Le 3 février 1895 (julien), des représentants des diverses provinces crétoises (Apokoronas, Kydoniai, Sphakia, Rethymno et Aghios Vasileios) se réunissent à Klema près de La Canée. Ils rédigent un mémorandum qu'il envoient à la Grèce et aux grandes puissances. Ils demandent la désignation d'un gouverneur chrétien pour l'île. Ils souhaitent aussi un contrôle du pouvoir ottoman par les grandes puissances. Ils veulent en fait placer l'île sous la protection de celles-ci.
La tension augmente. Le 27 novembre 1895 (julien), un premier affrontement sérieux a lieu à Vryses près d'Apokoronas entre des Crétois membres du « Comité de transition » et 3 000 hommes des troupes ottomanes commandées par Tayyar Pacha. La bataille dure toute la journée. Les Grecs obligent les Turcs à se replier après avoir perdu 200 hommes.
Le 11 mai 1896, des Grecs de La Canée et des alentours sont massacrés. Des incidents similaires ont lieu à Héraklion. Ces événements poussent les puissances européennes à intervenir et à accentuer la pression sur la Porte pour qu'elle fasse de nouvelles concessions. Au mois d'août, des volontaires grecs sont envoyés sur l'île par le gouvernement d'Athènes.
À La Canée, les consuls des grandes puissances fournissent une constitution aux représentants chrétiens de Crète. Les principaux points de cette constitution sont : la nomination par le sultan, pour cinq ans, et sur accord des grandes puissances, d'un gouverneur chrétien ; le nombre d'emplois réservés aux chrétiens doit être le double de ceux réservés aux musulmans ; la gendarmerie crétoise doit être réorganisée et dirigée par des officiers européens ; l'île est garantie d'une pleine indépendance économique et judiciaire sous la protection des grandes puissances.
Si la tension s'apaise quelque temps, elle se ravive à mesure que l'Empire ottoman tarde à mettre en œuvre la constitution. À la mi-janvier 1897, les massacres reprennent, la résidence de l'évêque de La Canée est incendiée ainsi que les quartiers chrétiens.

### Intervention de la Grèce puis des grandes puissances

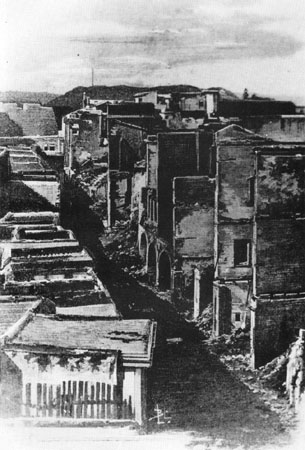
Vue de La Canée en 1897 après l'incendie de la ville par les Turcs

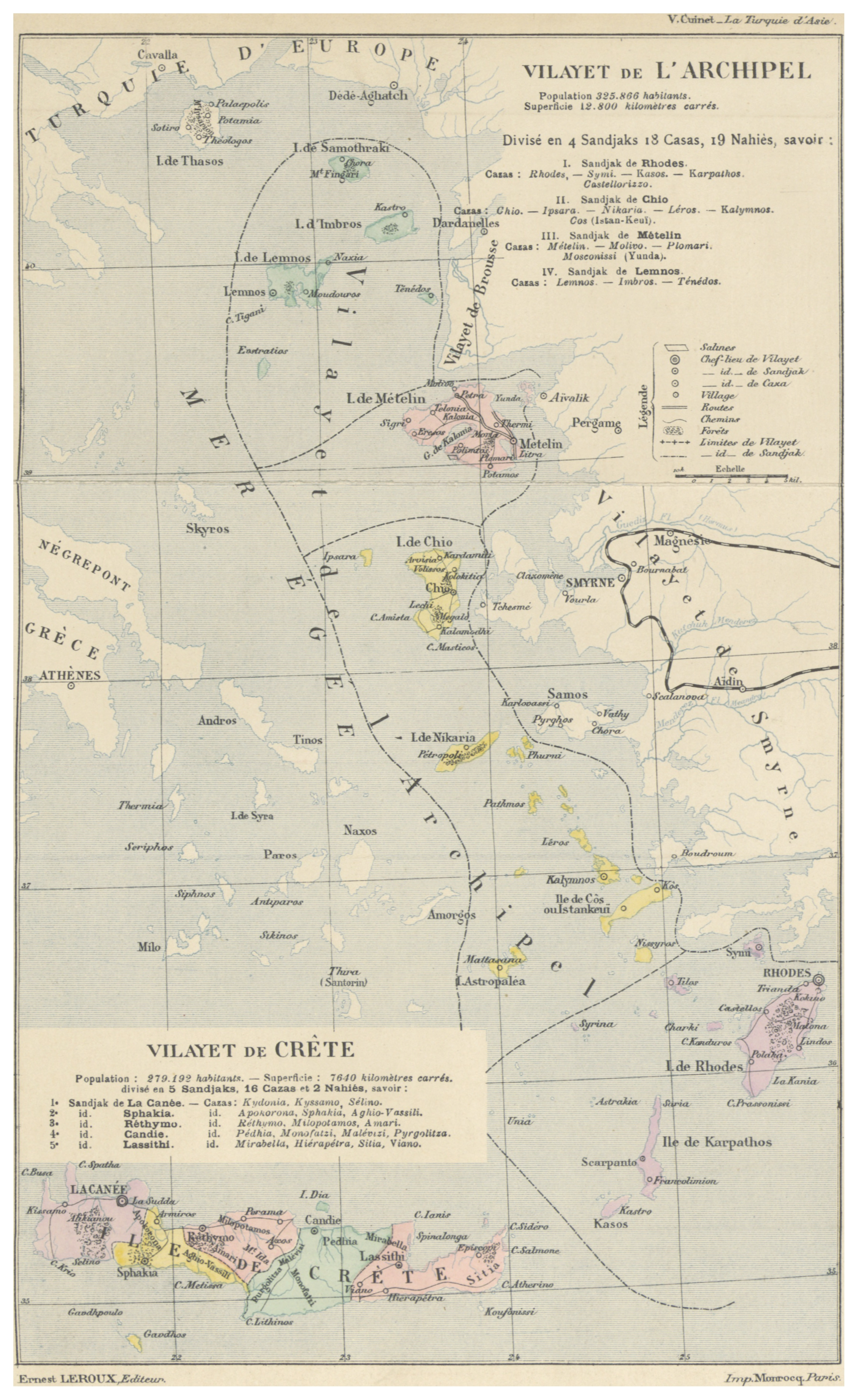
Vilayets de l'Archipel et de Crète, Cuinet, 1890

Ces nouveaux massacres de chrétiens par les musulmans provoquent l'intervention de la Grèce qui envahit l'île, la proclame occupée et unifiée à la Grèce le 1er février 1897.
Dès le 29 janvier 1897 (julien), une Assemblée générale des Crétois, réunie à Tzermiadon, dans la province de Lasithi, avait proclamé l'énosis. Le même jour, une flotte grecque autour du croiseur Sphakteria accompagné de six torpilleurs quittait Le Pirée pour la Crète, avec pour objectif de soutenir les insurgés.
Le 2 février (julien), un corps expéditionnaire grec de deux-mille hommes commandés par le colonel Timoléon Vássos débarque à Kolymbari, près de La Canée. Le 6 février, il prend le fort de Voukolia dans cette ville. Le lendemain, le chef de guerre crétois Chatzemichales Giannares prend Agia et Leivadia. Le 9 février, les Crétois font flotter le drapeau de la Crète autonome au sommet du Profítis Ilías à Akrotíri. Les troupes turques de Souda sont prises pour cible, mais aussi les navires des grandes puissances ancrés dans le port. Un croiseur russe réussit à abattre le drapeau crétois au sommet du Profítis Ilías.
L'Empire ottoman demande alors l'intervention des puissances européennes. La France, la Grande-Bretagne, l'Italie, la Russie, l'Autriche et l'Allemagne envoient des navires de guerre et des contingents à La Canée, Candie, Réthymnon et Sitia. Les puissances européennes refusent de reconnaître le rattachement de la Crète à la Grèce et adressent un ultimatum à la Grèce afin qu'elle retire ses troupes. Elles proposent même la solution de l'autonomie pour l'île le 17 février 1897. La Grèce refuse cette idée ainsi que celle d'une principauté.
| Contingents des grandes puissances européennes présents en Crète en 1897 | Contingents des grandes puissances européennes présents en Crète en 1897         | Contingents des grandes puissances européennes présents en Crète en 1897 | Contingents des grandes puissances européennes présents en Crète en 1897 | Contingents des grandes puissances européennes présents en Crète en 1897 |
| Localisation                                                             | Unités                                                                           |                                                                          |                                                                          |                                                                          |
| Allemagne                                                                | Allemagne                                                                        | Allemagne                                                                | Allemagne                                                                | Allemagne                                                                |
| ------------------------------------------------------------------------ | -------------------------------------------------------------------------------- | ------------------------------------------------------------------------ | ------------------------------------------------------------------------ | ------------------------------------------------------------------------ |
| La Canée                                                                 | 1 détachement de marine (1 officier et 10 marins)                                |                                                                          |                                                                          |                                                                          |
| Fort de Souda                                                            | 5 marins                                                                         |                                                                          |                                                                          |                                                                          |
| Autriche-Hongrie                                                         |                                                                                  |                                                                          |                                                                          |                                                                          |
| Souda                                                                    | 2 compagnies du 2e bataillon du 87e régiment d'infanterie                        |                                                                          |                                                                          |                                                                          |
| La Canée                                                                 | 1 compagnie du 2e bataillon du 87e régiment d'infanterie                         |                                                                          |                                                                          |                                                                          |
| Akrotiri                                                                 | 1 compagnie du 2e bataillon du 87e régiment d'infanterie                         |                                                                          |                                                                          |                                                                          |
| France                                                                   |                                                                                  |                                                                          |                                                                          |                                                                          |
| Sitia                                                                    | 2nd bataillon du 4e régiment d'infanterie de marine et 200 marins                |                                                                          |                                                                          |                                                                          |
| Spinalonga                                                               | 175 marins                                                                       |                                                                          |                                                                          |                                                                          |
| La Canée                                                                 | 2 compagnies du 2e bataillon du 8e régiment d'infanterie de marine               |                                                                          |                                                                          |                                                                          |
| Halepa                                                                   | 1 demi-compagnie du 2e bataillon du 8e régiment d'infanterie de marine           |                                                                          |                                                                          |                                                                          |
| Fort Subaschi                                                            | 1 compagnie du 2e bataillon du 8e régiment d'infanterie de marine                |                                                                          |                                                                          |                                                                          |
| Akrotiri                                                                 | 1 demi-compagnie du 2e bataillon du 8e régiment d'infanterie de marine           |                                                                          |                                                                          |                                                                          |
| Grande-Bretagne                                                          |                                                                                  |                                                                          |                                                                          |                                                                          |
| Candie                                                                   | 2 compagnies des Seaforth Highlanders et 1 bataillon des fusiliers gallois       |                                                                          |                                                                          |                                                                          |
| La Canée                                                                 | 2 compagnies des Seaforth Highlanders dont 80 hommes parfois attachés à Akrotiri |                                                                          |                                                                          |                                                                          |
| Italie                                                                   |                                                                                  |                                                                          |                                                                          |                                                                          |
| Ierapetra                                                                | 2 compagnies du 2e bataillon du 36e régiment d'infanterie                        |                                                                          |                                                                          |                                                                          |
| Candie                                                                   | 2 compagnies du 2e bataillon du 36e régiment d'infanterie                        |                                                                          |                                                                          |                                                                          |
| La Canée                                                                 | 8e bataillon Bersaglieri                                                         |                                                                          |                                                                          |                                                                          |
| Akrotiri                                                                 | 1 compagnie de marins du navire "Sicile"                                         |                                                                          |                                                                          |                                                                          |
| Russie                                                                   |                                                                                  |                                                                          |                                                                          |                                                                          |
| Rethymnon                                                                | 2 compagnies du 1er bataillon du 56e régiment d'infanterie                       |                                                                          |                                                                          |                                                                          |
| La Canée                                                                 | 2 compagnies du 1er bataillon du 56e régiment d'infanterie                       |                                                                          |                                                                          |                                                                          |

En avril, la guerre qui éclate entre la Grèce et la Turquie oblige la Grèce à retirer ses troupes de Crète pour les utiliser sur le continent. Les Grecs, battus par l'armée turque formée par l'Allemagne, demandent la médiation des grandes puissances. S'éteint alors l'espoir d'une union avec la Grèce et les leaders crétois n'ont d'autre choix que d'accepter l'autonomie, reconnue par le traité de Constantinople le 4 décembre 1897.

## Autonomie de la Crète

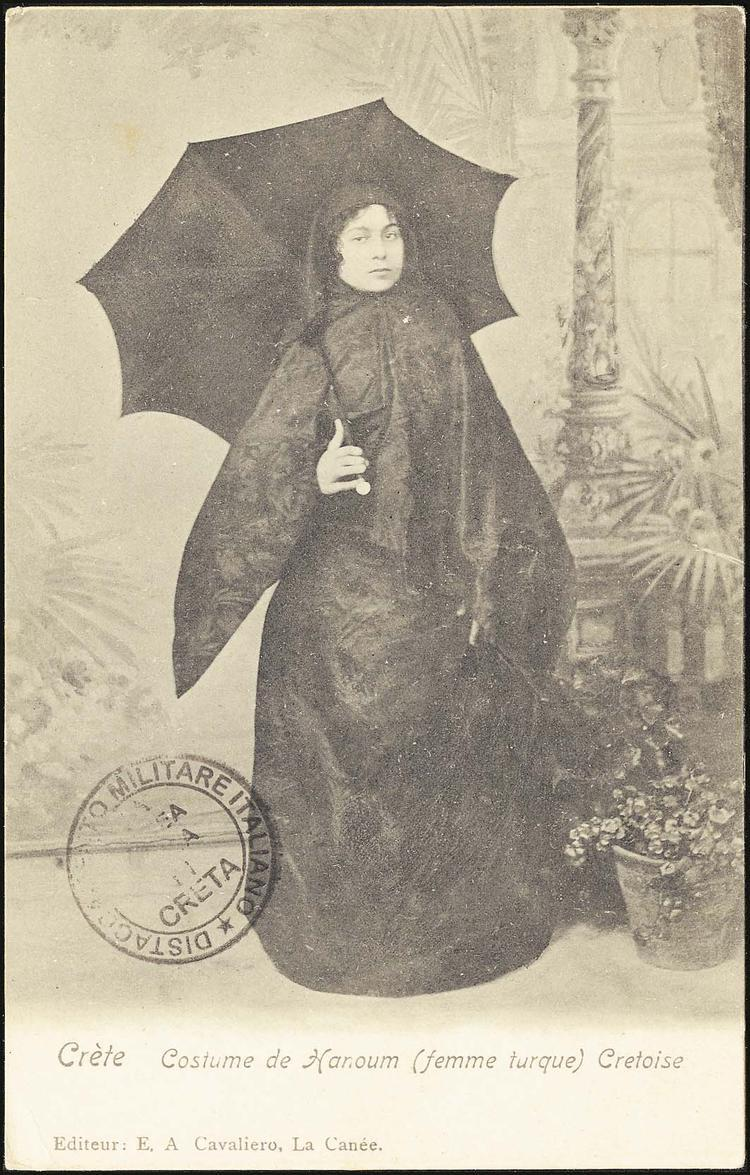
Femme turque de Crète, carte postale avec le tampon de l'administration militaire italienne, v. 1897-1907.

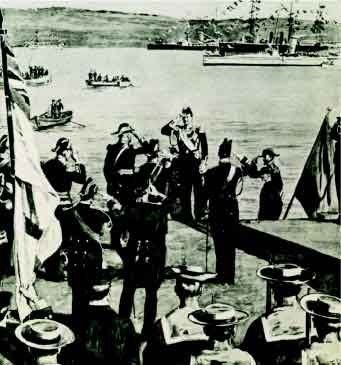
Arrivée du prince Georges à Souda, le 9 décembre 1898.

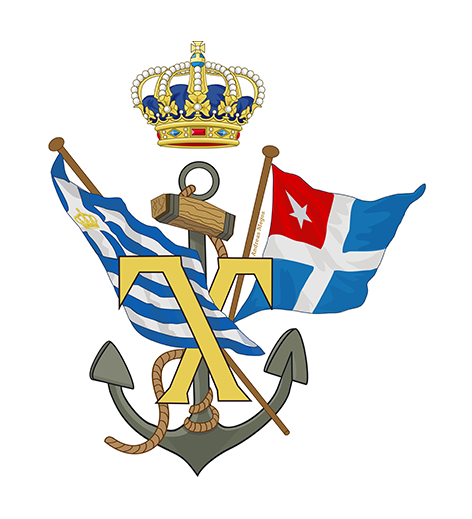
Armoiries personnelles du prince Georges en tant que haut-commissaire de Crète (par Andreas Megos).

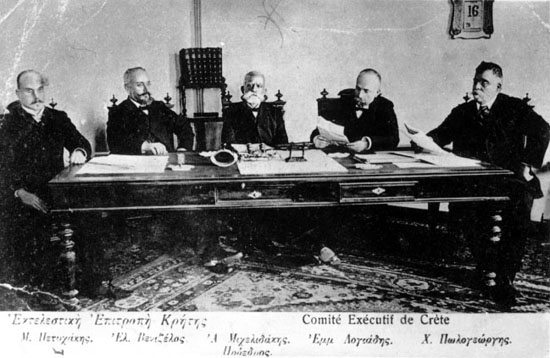
Comité exécutif de Crète.

Les grandes puissances ne quittent pas la Crète pour autant : si l'Allemagne et l'Autriche évacuent leurs navires et se détournent de la question crétoise à cause de leur intérêt croissant pour la Turquie, la Grande-Bretagne, la France, la Russie et l'Italie maintiennent leurs troupes afin de restaurer l'ordre et introduire des réformes. Elles divisent l'île en quatre parties, qu'elles administrent séparément, la capitale La Canée étant administrée conjointement. Cette administration par un conseil d'amiraux des puissances européennes est reconnue par l'assemblée crétoise. Le 26 novembre 1898, les grandes puissances proposent au poste de gouverneur de Crète le prince Georges de Grèce, second fils du roi des Hellènes.
Le Haut-commissaire doit reconnaître la suzeraineté du sultan sur l'île, assurer une participation proportionnelle des Grecs et des Turcs dans l'administration et organiser une gendarmerie dans le but d'assurer l'ordre sur l'île. Un conseil exécutif, dont fait partie Elefthérios Venizélos, est chargé de l'administration de l'île jusqu'à l'arrivée du prince. Ce conseil exécutif est d'ailleurs témoin du dernier événement dramatique de la présence ottomane. Le 25 août 1898, une émeute turque aboutit au massacre de sept-cents chrétiens, de dix-sept soldats britanniques chargés de la sécurité du conseil exécutif, et du consul britannique en Crète,. Les soldats turcs sont alors priés de quitter l'île : le dernier quitte l'île le 2 novembre 1898. Le prince Georges arrive le 9 décembre, accueilli par les amiraux des flottes européennes. Les puissances lèvent le blocus de la Crète et seuls quelques contingents européens restent. De nombreux musulmans quittent alors la Crète : le recensement de 1900 estime la population musulmane à 1/9e de la population, contre un tiers en 1881. L'autonomie est considérée par les Crétois comme provisoire et seulement une étape sur la route de l'union avec la Grèce. Cependant, les grandes puissances ne souhaitent pas de changement de statut de l'île, qu'elles considèrent comme un bon équilibre entre leurs ambitions en Méditerranée orientale et leur volonté d'entretenir de bonnes relations avec l'Empire ottoman.

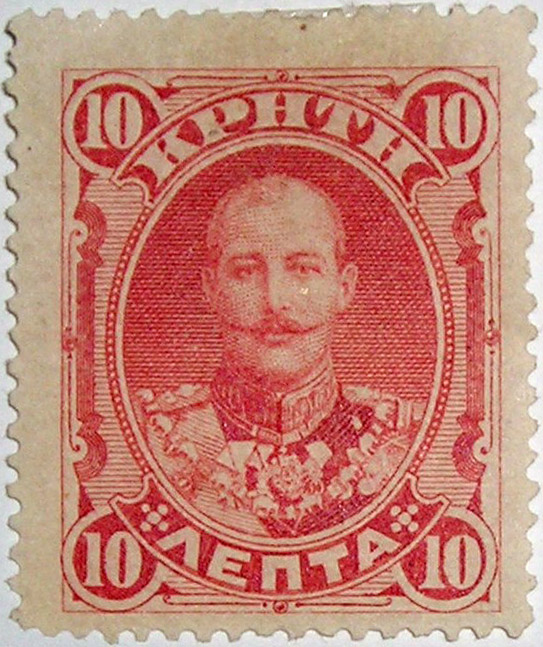
Timbre imprimé lors de l'autonomie crétoise, à l'effigie du prince Georges.

Le gouvernement du prince Georges nomme un comité de seize membres (douze chrétiens et quatre musulmans) chargé d'élaborer une constitution, la première de l'île. La Constitution de l'Assemblée crétoise est adoptée le 9 janvier 1899. Des élections sont organisées et désignent 138 députés chrétiens et 50 musulmans. De 1898 à 1904, la Crète connaît une période de paix, même si les avis divergent au sein de la population sur l'avenir à donner à l'île. Le gouvernement crétois dote l'île d'une monnaie (la drachme), d'une banque, de timbres et d'une gendarmerie. Mais la constitution crétoise accorde trop de pouvoirs au prince Georges qui commence à rencontrer des oppositions.
Le gouvernement dispose d'une complète autonomie en matière d'administration interne et financière. Les habitants de Crète jouissent d'une nationalité différente de celle de l'Empire ottoman. Un drapeau crétois, imité du drapeau grec, est adopté : une croix blanche qui divise le drapeau en quatre parties, trois quarts sont bleus, le quatrième est rouge avec une étoile blanche en son centre, un symbole de suzeraineté du sultan.

### Rébellion de Thérissos
Au printemps 1905, une insurrection éclate contre le gouvernement crétois. Elle est menée par Elefthérios Venizélos qui dénonce la corruption de l'entourage du prince Georges et l'incapacité de ce dernier à faire accepter aux grandes puissances l'idée d'annexion de la Crète par la Grèce. La rébellion éclate le 10 mars 1905 et regroupe les opposants de Georges de Grèce l'accusant d'autoritarisme et de mesures anti-démocratiques. Mais l'idée conductrice de cette rébellion est le rattachement de la Crète à la Grèce. L'opposition décide de ne pas prendre part aux élections prévues le 20 mars et qui doivent désigner les 64 députés crétois, plus dix désignés directement par le prince Georges. Ce dernier décrète alors la loi martiale, mais la présence de deux gouvernements parallèles amène à un semblant de guerre civile et quelques affrontements font quelques victimes dans la région de La Canée.
Les grandes puissances, réalisant la perte de soutien populaire de Georges, organisent des négociations. Une commission internationale se rend sur l'île et préconise la refonte de la gendarmerie crétoise afin qu'elle soit dirigée par des officiers grecs, et le retrait des forces internationales présentes sur l'île depuis 1897.

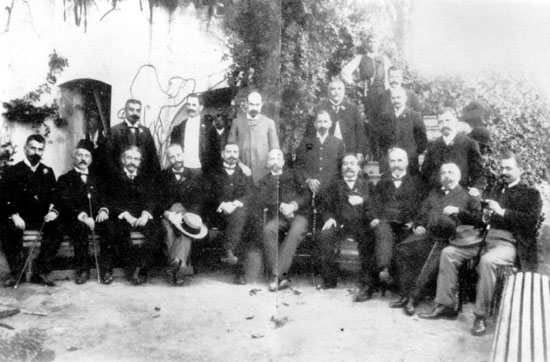
Comité de rédaction de la constitution crétoise, 1906.

Après ces événements, le prince Georges démissionne de ses fonctions le 12 septembre 1906.
Il est remplacé par Alexandre Zaimis, ancien président du conseil hellénique, pour une durée de cinq ans. L'assemblée constituante lui soumet la nouvelle constitution le 2 décembre 1906. En juillet 1907, les troupes européennes se retirent après avoir obtenu des garanties concernant le sort de la population musulmane.

## Énosis
Aléxandros Zaïmis ne va pas au bout de son mandat de cinq ans. En 1908, deux évènements précipitent la fin du Haut commissariat de Crète : l'annexion de la Bosnie-Herzégovine par l'Autriche-Hongrie et la déclaration d'indépendance de la Bulgarie, qui annexe au passage la Macédoine orientale. Le 23 septembre 1908, profitant de l'absence de Zaïmis, une réunion à La Canée vote l'union avec la Grèce. Des votes similaires s'organisent dans toute la Crète les jours suivants. Le 25 septembre, les membres du gouvernement crétois jurent allégeance au roi des Hellènes et l'Assemblée de Crète ratifie l'union, annule la constitution crétoise et la remplace par la constitution grecque. Un gouvernement provisoire est instauré.
Par peur de représailles turques, le gouvernement grec ne reconnaît pas de façon officielle l'union de la Crète à la Grèce. Malgré les protestations de la Turquie, les puissances européennes ne réagissent pas, se contentant de refuser l'accès des députés crétois au parlement grec. Le début de la Première Guerre balkanique ouvre les portes du Parlement grec aux députés crétois, mais ne signifie pas encore l'union formelle. Il faut attendre la victoire grecque en 1913 pour que l'union soit officielle. Le 14 février 1913, les drapeaux de la Turquie et des grandes puissances sont remplacés par des drapeaux grecs hissés sur la forteresse de La Canée (devenue capitale) en présence du roi Constantin Ier de Grèce et d'Elefthérios Venizélos. Mais surtout, le Traité de Londres (1913) stipule que le Sultan abandonne ses droits sur l'île de Crète.
La période de l'indépendance est créative dans tous les domaines de la vie économique et intellectuelle. De nombreux travaux d'infrastructure sont réalisés, des bâtiments publics ou privés luxueux sont construits. À Rethymnon, par exemple, l'activité intellectuelle prospère comme le prouvent les salles de cinéma ou les théâtres.

## Liste des hauts-commissaires
- Georges de Grèce (1898-1906)
- Aléxandros Zaïmis (1906-1908)